# Sympycnus anormalis
Sympycnus anormalis är en tvåvingeart som beskrevs av Octave Parent 1932. Sympycnus anormalis ingår i släktet Sympycnus och familjen styltflugor. Inga underarter finns listade i Catalogue of Life.